# NGC 5779
NGC 5779 is een spiraalvormig sterrenstelsel in het sterrenbeeld Draak. Het hemelobject werd op 9 juni 1885 ontdekt door de Amerikaanse astronoom Lewis A. Swift.

## Synoniemen
- MCG 9-24-48
- ZWG 273.31
- NPM1G +56.0187
- PGC 53090